# Jules Rimet
Jules Rimet, född 14 oktober 1873 i Theuley, död 16 oktober 1956 i Paris, var en fransk fotbollsfunktionär som var Fifa-president 1921–1954.
Den första VM-pokalen, som användes 1930-1970, är uppkallad efter Jules Rimet (Coupe Jules Rimet). Den tillföll Brasilien sedan laget vunnit VM tre gånger. Pokalen har sedan försvunnit efter en stöld 1983. 
Rimet porträtterades av Gérard Depardieu i filmen United Passions (2014).